# 6 μm 공정
6 μm 공정(6 마이크로미터)은 인텔과 같은 회사들이 1974년경에 도달한 반도체 공정 기술 수준이다.
6 μm 공정은 신뢰할 수 있게 생산될 수 있는 최소 크기를 나타낸다. 이 공정으로 만들어진 칩의 가장 작은 트랜지스터 및 기타 회로 요소는 약 6 마이크로미터 너비였다.

## 6 μm 제조 공정이 적용된 제품
- 1974년에 출시된 인텔 8080 CPU는 이 공정을 사용하여 제조되었다.[3]
- 1976년에 출시된 자일로그 Z80은 4 μm 공정으로 제조되었다.[4][5]
- 인텔 2116과 모스텍 4116 16K DRAM은 각각 1975년과 1976년에 소개되었다.[6]